# Élections législatives de 2012 dans l'Orne
Les élections législatives françaises de 2012 se déroulent les 10 et 17 juin 2012. Dans le département de l'Orne, non concerné par le redécoupage électoral, trois députés sont à élire dans le cadre de trois circonscriptions.

## Élus
| Circonscription | Député sortant     | Parti | Parti | Député élu ou réélu | Parti | Parti |
| --------------- | ------------------ | ----- | ----- | ------------------- | ----- | ----- |
| 1re             | Yves Deniaud       |       | UMP   | Joaquim Pueyo       |       | PS    |
| 2e              | Jean-Claude Lenoir |       | UMP   | Véronique Louwagie  |       | UMP   |
| 3e              | Sylvia Bassot      |       | UMP   | Yves Goasdoué       |       | DVG   |

## Résultats

### Résultats à l'échelle du département
| Parti          | Parti                             | Premier tour | Premier tour | Second tour | Second tour | Sièges |
| Parti          | Parti                             | Voix         | %            | Voix        | %           | Sièges |
| -------------- | --------------------------------- | ------------ | ------------ | ----------- | ----------- | ------ |
|                | Union pour un mouvement populaire | 39 167       | 30,98        | 64 627      | 51,72       | 1      |
|                | Divers droite dont DLR, PCD       | 13 256       | 10,49        |             |             | 0      |
|                | Nouveau centre                    | 3 920        | 3,10         | 0           |             |        |
|                | Droite parlementaire              | 56 343       | 44,57        | 64 627      | 51,72       | 1      |
|                |                                   |              |              |             |             |        |
|                | Parti socialiste                  | 27 182       | 21,50        | 37 349      | 29,89       | 1      |
|                | Divers gauche dont MRC            | 17 174       | 13,58        | 22 968      | 18,38       | 1      |
|                | Europe Écologie Les Verts         | 2 828        | 2,24         |             |             | 0      |
|                | Majorité présidentielle           | 47 184       | 37,32        | 60 317      | 48,28       | 2      |
|                |                                   |              |              |             |             |        |
|                | Front national                    | 15 074       | 11,92        |             |             | 0      |
|                | Front de gauche                   | 4 724        | 3,74         | 0           |             |        |
|                | Extrême gauche dont LO et NPA     | 1 537        | 1,22         | 0           |             |        |
|                | Alliance écologiste indépendante  | 605          | 0,48         | 0           |             |        |
|                | Mouvement démocrate               | 586          | 0,46         | 0           |             |        |
|                | Extrême droite                    | 368          | 0,29         | 0           |             |        |
|                |                                   |              |              |             |             |        |
| Inscrits       | Inscrits                          | 212 593      | 100,00       | 212 592     | 100,00      | 3      |
| Abstentions    | Abstentions                       | 83 833       | 39,43        | 83 444      | 39,25       |        |
| Votants        | Votants                           | 128 760      | 60,57        | 129 148     | 60,75       |        |
| Blancs et nuls | Blancs et nuls                    | 2 339        | 1,82         | 4 204       | 3,26        |        |
| Exprimés       | Exprimés                          | 126 421      | 98,18        | 124 944     | 96,74       |        |

### Résultats par circonscription

#### Première circonscription (Alençon)
| Candidat       | Candidat              | Parti              | Premier tour | Premier tour | Second tour | Second tour |  |
| Candidat       | Candidat              | Parti              | Voix         | %            | Voix        | %           |  |
| -------------- | --------------------- | ------------------ | ------------ | ------------ | ----------- | ----------- |  |
|                | Joaquim Pueyo élu     | PS                 | 16 076       | 38,13        | 21 908      | 53,05       |  |
|                | Bertrand Deniaud      | UMP                | 9 590        | 22,75        | 19 385      | 46,95       |  |
|                | Christophe de Balorre | diss. UMP          | 5 513        | 13,08        |             |             |  |
|                | Lionel Stiefel        | RBM (FN)           | 4 199        | 9,96         |             |             |  |
|                | Christian Lair        | NC                 | 3 490        | 8,28         |             |             |  |
|                | Gérard Pommier        | FG (Divers gauche) | 1 607        | 3,81         |             |             |  |
|                | Martine Roussel       | EÉLV               | 954          | 2,26         |             |             |  |
|                | Christine Coulon      | NPA                | 283          | 0,67         |             |             |  |
|                | Maria Senechal        | AÉI                | 251          | 0,60         |             |             |  |
|                | Charlotte Séchet      | LO                 | 197          | 0,47         |             |             |  |
|                |                       |                    |              |              |             |             |  |
| Inscrits       | Inscrits              | Inscrits           | 71 233       | 100,00       | 71 221      | 100,00      |  |
| Abstentions    | Abstentions           | Abstentions        | 28 330       | 39,77        | 28 479      | 39,99       |  |
| Votants        | Votants               | Votants            | 42 903       | 60,23        | 42 742      | 60,01       |  |
| Blancs et nuls | Blancs et nuls        | Blancs et nuls     | 743          | 1,73         | 1 449       | 3,39        |  |
| Exprimés       | Exprimés              | Exprimés           | 42 160       | 98,27        | 41 293      | 96,61       |  |

#### Deuxième circonscription (L'Aigle - Mortagne-au-Perche)
| Candidat       | Candidat                    | Parti                 | Premier tour | Premier tour | Second tour | Second tour |  |
| Candidat       | Candidat                    | Parti                 | Voix         | %            | Voix        | %           |  |
| -------------- | --------------------------- | --------------------- | ------------ | ------------ | ----------- | ----------- |  |
|                | Véronique Louwagie élue     | UMP                   | 13 068       | 32,84        | 23 162      | 60,00       |  |
|                | Souad El Manaa              | PS (EÉLV)             | 11 106       | 27,91        | 15 441      | 40,00       |  |
|                | Patrick Fourny              | RBM (FN)              | 6 032        | 15,16        |             |             |  |
|                | Jean-François de Caffarelli | diss. UMP             | 3 315        | 8,33         |             |             |  |
|                | Jean Sellier                | Divers droite (MoDem) | 2 859        | 7,18         |             |             |  |
|                | Jean-Claude Marie           | FG (PG)               | 1 423        | 3,58         |             |             |  |
|                | Claude Gazengel             | Divers droite         | 774          | 1,95         |             |             |  |
|                | Bernard Allain              | PDF                   | 368          | 0,92         |             |             |  |
|                | Chantal Flores              | LO                    | 332          | 0,83         |             |             |  |
|                | Dominique Hatton            | DLR                   | 330          | 0,83         |             |             |  |
|                | Georges Hubelhardt          | NPA                   | 186          | 0,47         |             |             |  |
|                |                             |                       |              |              |             |             |  |
| Inscrits       | Inscrits                    | Inscrits              | 68 823       | 100,00       | 68 837      | 100,00      |  |
| Abstentions    | Abstentions                 | Abstentions           | 28 183       | 40,95        | 28 629      | 41,59       |  |
| Votants        | Votants                     | Votants               | 40 640       | 59,05        | 40 208      | 58,41       |  |
| Blancs et nuls | Blancs et nuls              | Blancs et nuls        | 847          | 2,08         | 1 605       | 3,99        |  |
| Exprimés       | Exprimés                    | Exprimés              | 39 793       | 97,92        | 38 603      | 96,01       |  |

#### Troisième circonscription (Argentan - Flers)
| Candidat       | Candidat                   | Parti          | Premier tour | Premier tour | Second tour | Second tour |  |
| Candidat       | Candidat                   | Parti          | Voix         | %            | Voix        | %           |  |
| -------------- | -------------------------- | -------------- | ------------ | ------------ | ----------- | ----------- |  |
|                | Yves Goasdoué élu          | diss. PS       | 17 174       | 38,62        | 22 968      | 50,99       |  |
|                | Jérôme Nury                | UMP            | 16 509       | 37,13        | 22 080      | 49,01       |  |
|                | Francine Lavanry           | RBM (FN)       | 4 843        | 10,89        |             |             |  |
|                | Omar Ayad                  | EÉLV (PS)      | 1 874        | 4,21         |             |             |  |
|                | Jean Chatelais             | FG (PCF)       | 1 694        | 3,81         |             |             |  |
|                | Odile Lecrosnier           | CpF (MoDem)    | 586          | 1,32         |             |             |  |
|                | Denis Jacquet              | NC             | 430          | 0,97         |             |             |  |
|                | Jacques Bessin             | AÉI            | 354          | 0,80         |             |             |  |
|                | Grégory Cordurie           | NPA            | 281          | 0,63         |             |             |  |
|                | Marie-Antoinette Caldairou | DLR            | 278          | 0,63         |             |             |  |
|                | Arnaud Gautier             | LO             | 258          | 0,58         |             |             |  |
|                | Jérôme de Carrara          | CNIP (MPF)     | 187          | 0,42         |             |             |  |
|                |                            |                |              |              |             |             |  |
| Inscrits       | Inscrits                   | Inscrits       | 72 537       | 100,00       | 72 534      | 100,00      |  |
| Abstentions    | Abstentions                | Abstentions    | 27 320       | 37,66        | 26 336      | 36,31       |  |
| Votants        | Votants                    | Votants        | 45 217       | 62,34        | 46 198      | 63,69       |  |
| Blancs et nuls | Blancs et nuls             | Blancs et nuls | 749          | 1,66         | 1 150       | 2,49        |  |
| Exprimés       | Exprimés                   | Exprimés       | 44 468       | 98,34        | 45 048      | 97,51       |  |